# Manfredo do Carmo
Manfredo Perdigão do Carmo (Maceió, Alagoas; 15 de agosto de 1928-Río de Janeiro, Río de Janeiro; 30 de abril de 2018) fue un matemático brasileño, decano de la geometría diferencial brasileña y presidente de la Sociedad Brasileña de Matemáticas. En el momento de su muerte era investigador emérito del IMPA.

## Biografía
Es conocido por su investigación en variedades Riemannianas, topología de variedades, rigidez y convexidad de inmersiones isométricas, superficies mínimas, estabilidad de hipersuperfícies, problemas isoperimétricos, subvariedades mínimas de una esfera y variedades de curvatura media constante.
Do Carmo murió el 30 de abril de 2018 a la edad de 89 años.

## Libros
- Differential Geometry of Curves and Surfaces, Prentice-Hall, 1976.
- Riemannian Geometry, Birkhäuser, 1992.
- Differential Forms and Applications, Springer Verlag, Universitext, 1994.
- Manfredo P. do Carmo – Selected Papers (ed. Keti Tenenblat), Springer, 2012. Primer volumen de la colección Selected Works of Outstanding Brazilian Mathematicians.
- Eduardo Wagner, Augusto Cezar de Oliveira Morgado, Manfredo Perdigão do Carmo. Trigonometria – Números Complexos ISBN 8583370168.